# Bematistes dewitzi
Bematistes dewitzi är en fjärilsart som beskrevs av Otto Staudinger 1896. Bematistes dewitzi ingår i släktet Bematistes och familjen praktfjärilar. Inga underarter finns listade i Catalogue of Life.